# Paratettix asbenensis
Paratettix asbenensis är en insektsart som beskrevs av Lucien Chopard 1950. Paratettix asbenensis ingår i släktet Paratettix och familjen torngräshoppor. Inga underarter finns listade i Catalogue of Life.